# Nadija Pryschtschepa
Nadija Iwaniwna Pryschtschepa (ukrainisch Надія Іванівна Прищепа; * 28. Juni 1956 in Kiew als Nadija Derhatschenko; verheiratete Nadija Bespalowa) ist eine ehemalige sowjetische Ruderin.

## Biografie
Nadija Pryschtschepa gewann bei den Weltmeisterschaften 1977 Silber mit dem sowjetischen Achter und wurde 1978 und 1979 Weltmeister in der gleichen Bootsklasse.
Bei den Olympischen Sommerspielen 1980 in Moskau gewann sie ebenfalls in der Regatta mit dem Achter die Silbermedaille.